# Cutlers Ait
Cutlers Ait ist eine Insel in der Themse nahe dem Romney Lock bei Windsor, Berkshire.
Die Insel liegt am westlichen Flussufer, westlich von Romney Island, mit der sie durch ein Wehr verbunden ist. Die Insel ist auch mit dem Festland über eine Brücke verbunden.